# 不穏
| ウィキペディアには「不穏」という見出しの百科事典記事はありません（タイトルに「不穏」を含むページの一覧/「不穏」で始まるページの一覧）。 代わりにウィクショナリーのページ「不穏」が役に立つかもしれません。 |